# Ljeskov Dub
Ljeskov Dub (cyr. Љесков Дуб) – wieś w Bośni i Hercegowinie, w Republice Serbskiej, w gminie Gacko. W 2013 roku liczyła 12 mieszkańców.